# Rachel Carson
Rachel Louise Carson, född 27 maj 1907 i Springdale i Allegheny County, Pennsylvania, död 14 april 1964 i Silver Spring, Maryland, var en amerikansk författare och marinbiolog. Hennes mest kända verk är Tyst vår (1962), som kretsade kring det hot miljögifter innebar för djur och natur.

## Biografi
Carson studerade vid Johns Hopkins University i Maryland där hon tog en MSc (fil.mag.) i zoologi 1932.
På grund av ekonomiska svårigheter då hennes far dog och hon kände sig tvingad att ta hand om sin åldriga mor, kunde hon inte fortsätta sina studier till en doktorsexamen. Istället fick hon på trettiotalet en tjänst hos amerikanska fiskerimyndigheten (U.S. Bureau of Fisheries, senare The Fish and Wildlife Service). 
Vid sidan av sin anställning började hon ge ut populärvetenskapliga verk: Först flera tidningsartiklar, sedan ett antal verk i bokform: Under the Sea-Wind (1941) och The Sea Around Us (1951). Detta gav henne en ekonomisk trygghet och hon kunde 1952 säga upp sig och satsa på en karriär som författare. 1955 kom The Edge of the Sea. Därefter, 1962, kom hennes mest kända verk, Silent Spring − på svenska Tyst vår (1963). Den kritiserade kraftigt den ökande användningen av miljögifter − speciellt DDT − inom jordbruket, något som hotade hela djurlivet, påpekade Carson.
Hon var en av de första som i detta syfte analyserade näringskedjan. Hon studerade hur de biocider som en organism tar upp påverkar dess predatorer. Trots att Silent Spring angreps häftigt av en mängd företrädare för USA:s kemisk-tekniska industri, fick den en enorm betydelse för synen på biocidanvändning inte bara i USA, utan i hela västvärlden. Inte minst ledde den till ett omfattande förbud mot DDT-användning. På grund av detta, och på grund av att hon populariserade studiet av näringskedjan inom ekologiska undersökningar, har hon blivit något av en ekologisk ikon. Hennes påståenden, att DDT orsakar cancer hos människor har dock inte kunnat fastställas i bevis.
Rachel Carson avled i april 1964 i bröstcancer. Hon har fått mängder av utmärkelser, de flesta efter sin död.

## Eftermäle
Nedslagskratern Carson på planeten Venus och asteroiden 6572 Carson är uppkallade efter henne.

### Böcker
- Under the Sea-Wind (Oxford University Press, 1941)
  - Under havsvinden (översättning Maud Arnoldson, Tiden, 1953)
- The Sea Around Us (Oxford University Press, 1951)
  - Havet (översättning Eva Winkfield, Tiden, 1951)
  - Havet (översättning K. B. Stubbendorff, Prisma, 1964)
- The Edge of the Sea (Houghton Mifflin Company, 1955)
- Silent Spring (Houghton Mifflin Company, 1962) 
  - Tyst vår (översättning Roland Adlerberth, Tiden, 1963)
- The Sense of Wonder (utg. postumt, Harper & Row, 1965)

### Artiklar (urval)
- Undersea (The Atlantic Monthly, 1937)
- Help Your Child to Wonder (1956)
- Our Ever-Changing Shore (1957)

## Galleri

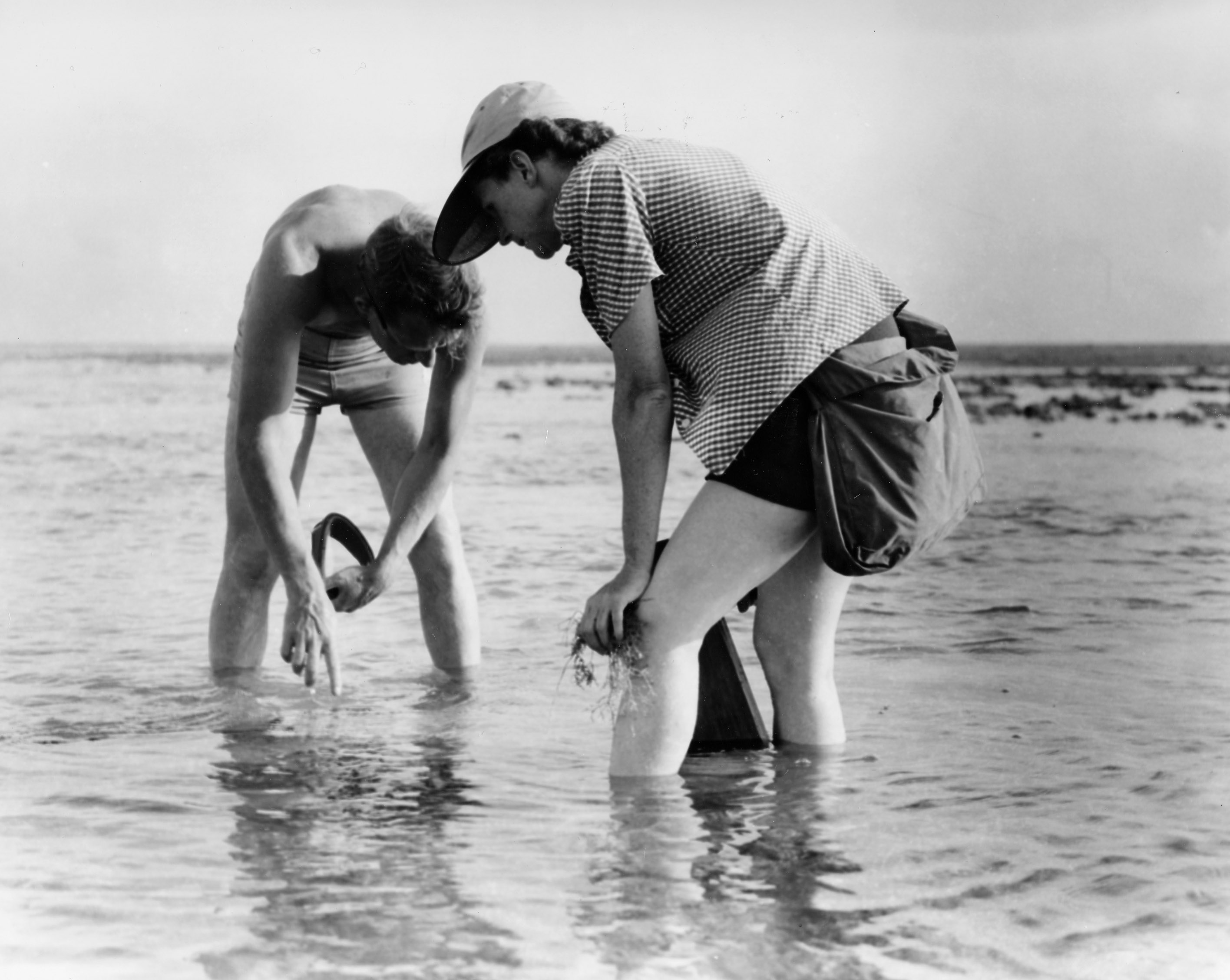
Rachel Carson (till höger) utför marinbiologisk forskning i Atlanten 1952 tillsammans med Bob Hines.
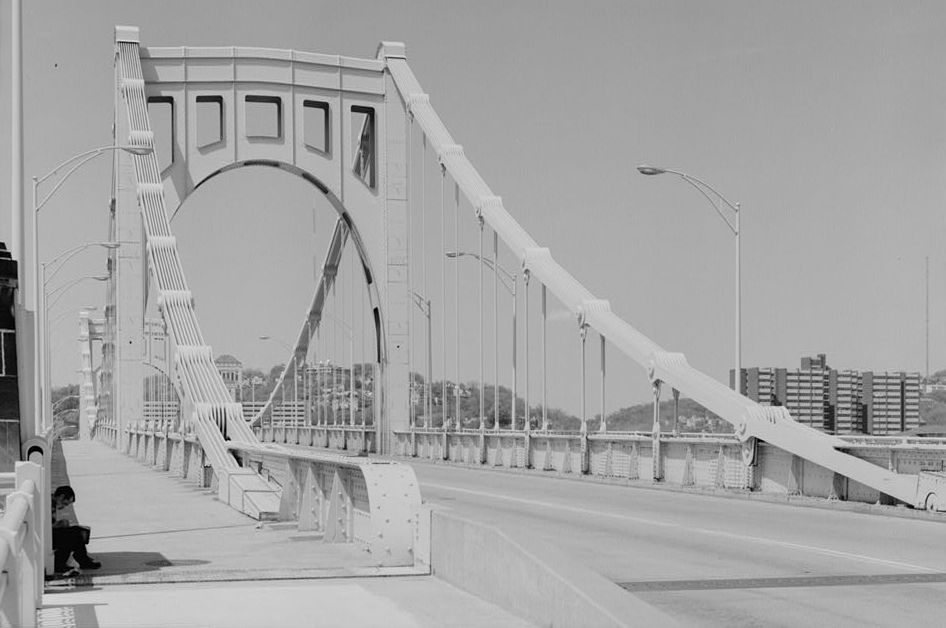
Rachel Carson-bron i Pittsburgh 1999.
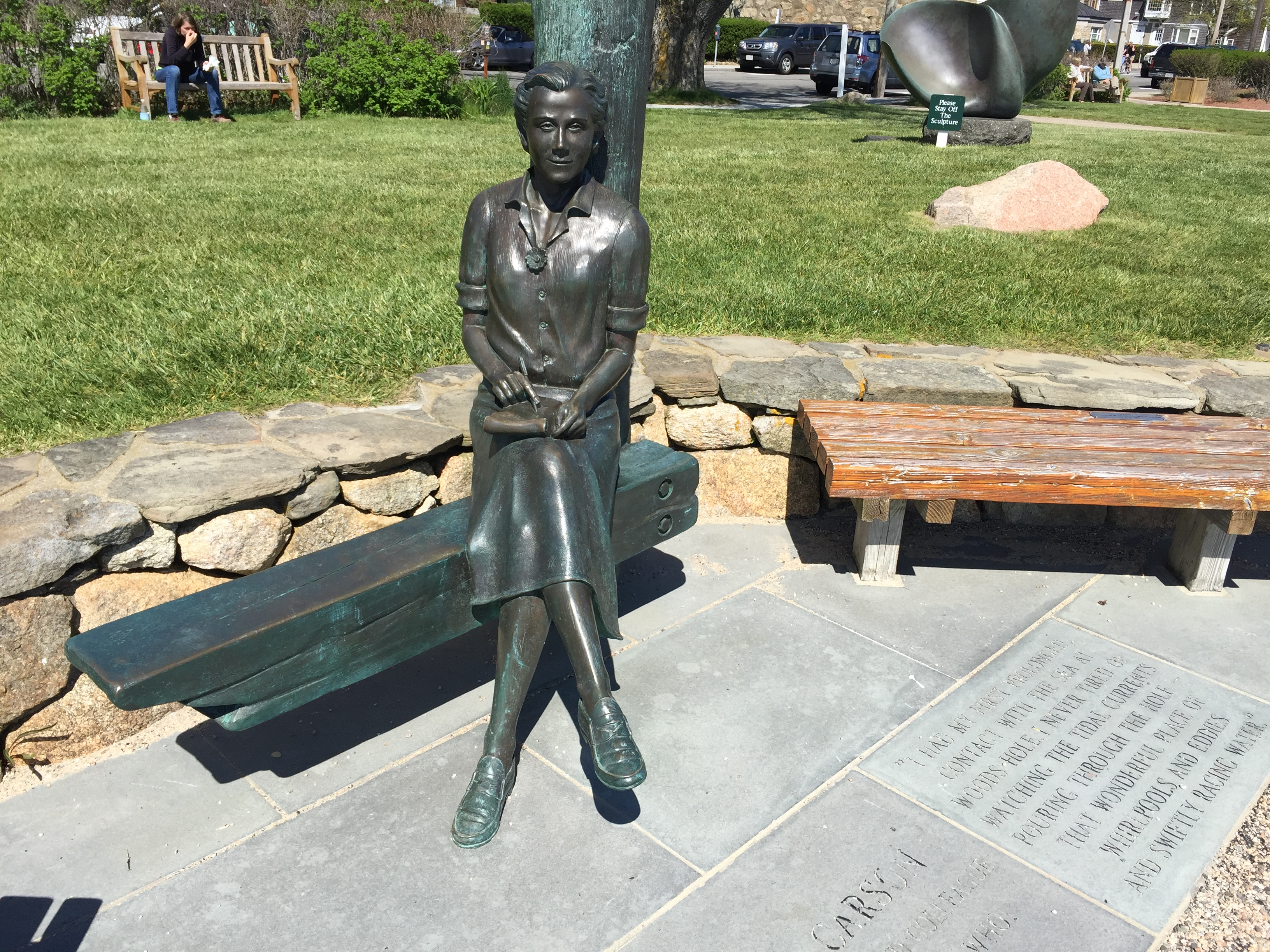
Staty av Rachel Carson i Woods Hole 2016.
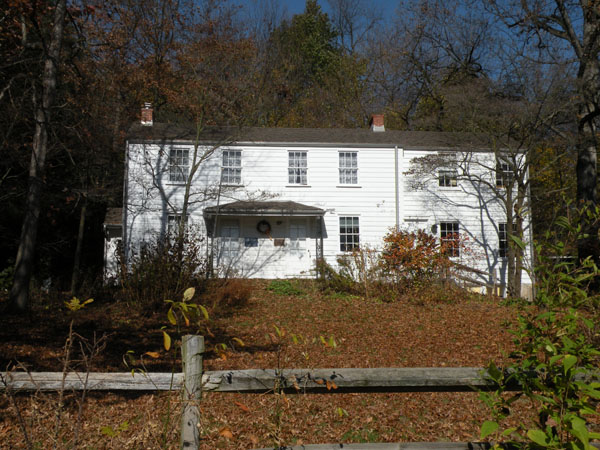
Rachel Carsons barndomshem 2009.
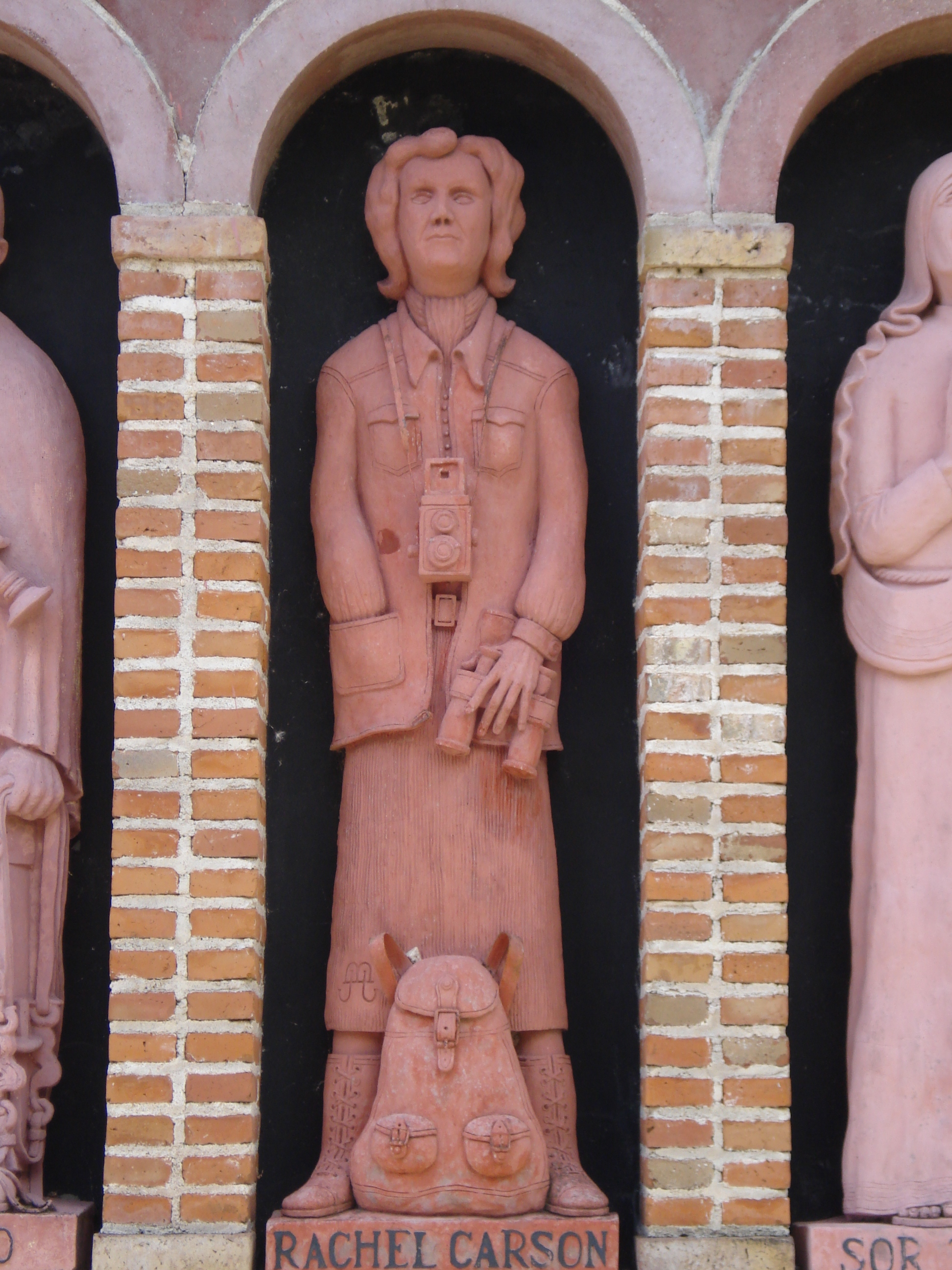
Staty av Carson vid Rocsenmuseet i Argentina.
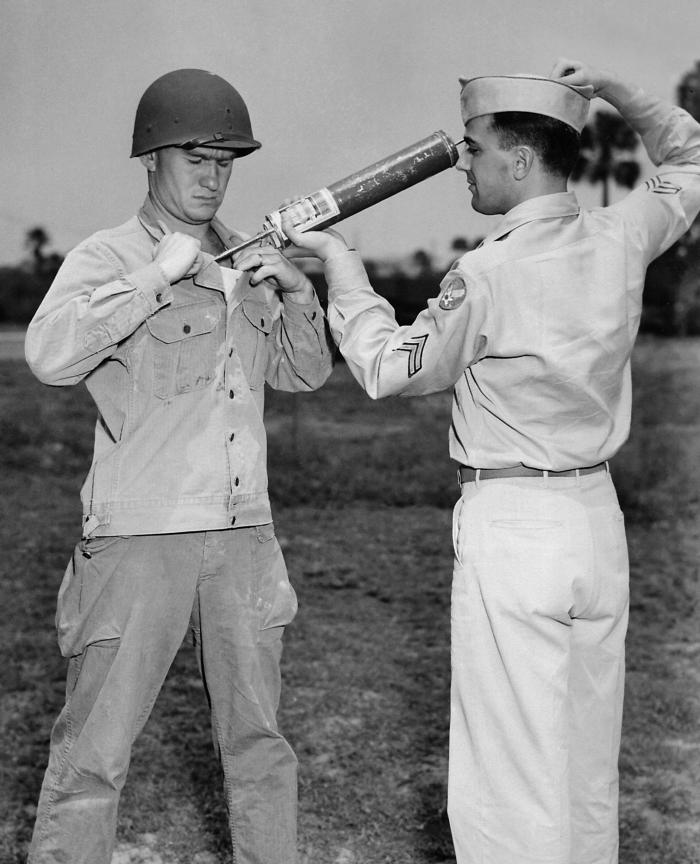
En amerikansk soldat blir desinficerad med DDT 1944.